# Schoenocephalium teretifolium
Schoenocephalium teretifolium är en gräsväxtart som beskrevs av Bassett Maguire. Schoenocephalium teretifolium ingår i släktet Schoenocephalium och familjen Rapateaceae. Inga underarter finns listade i Catalogue of Life.